# Campagne Mon Repos

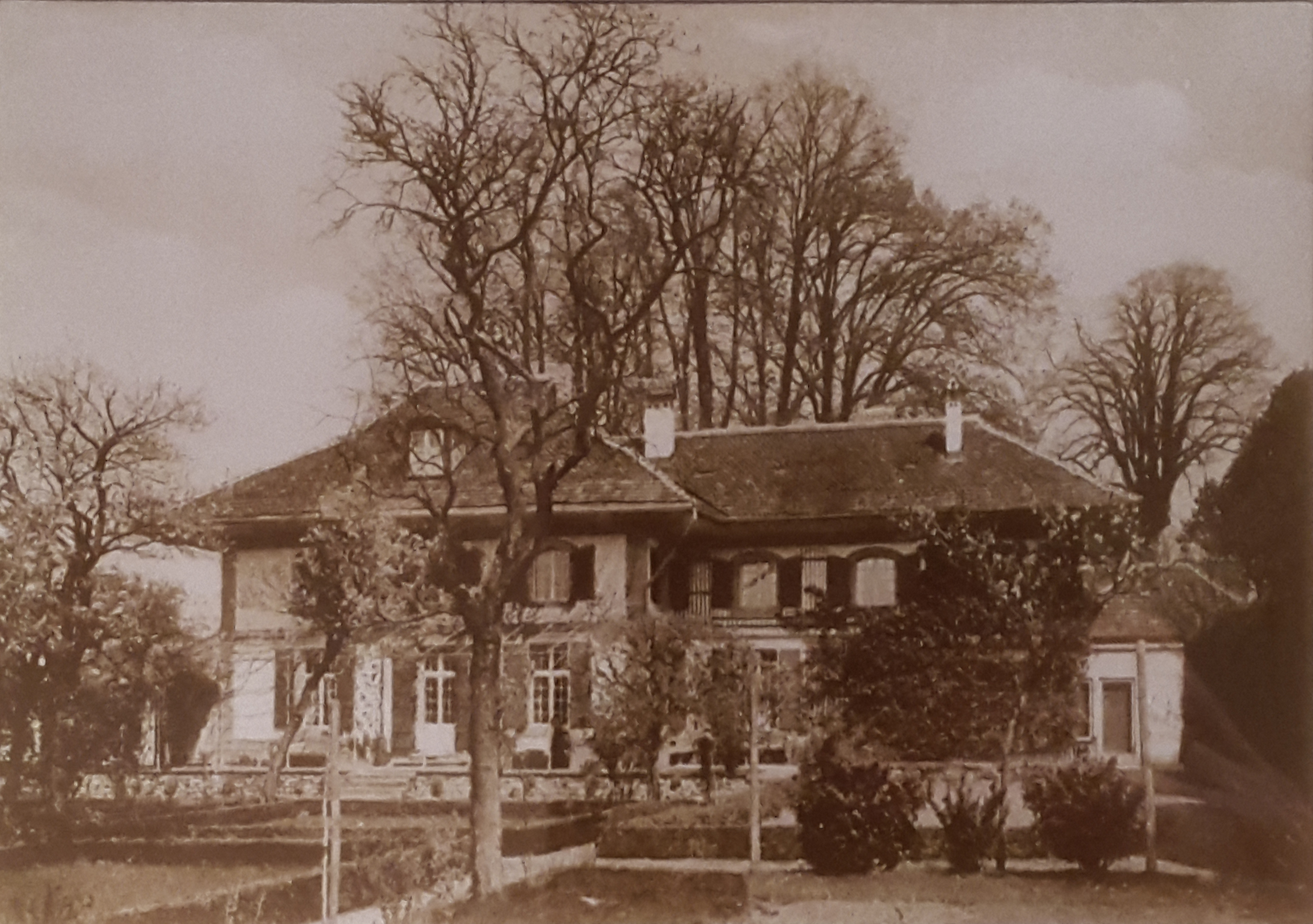
Campagne Mon Repos (um 1900)

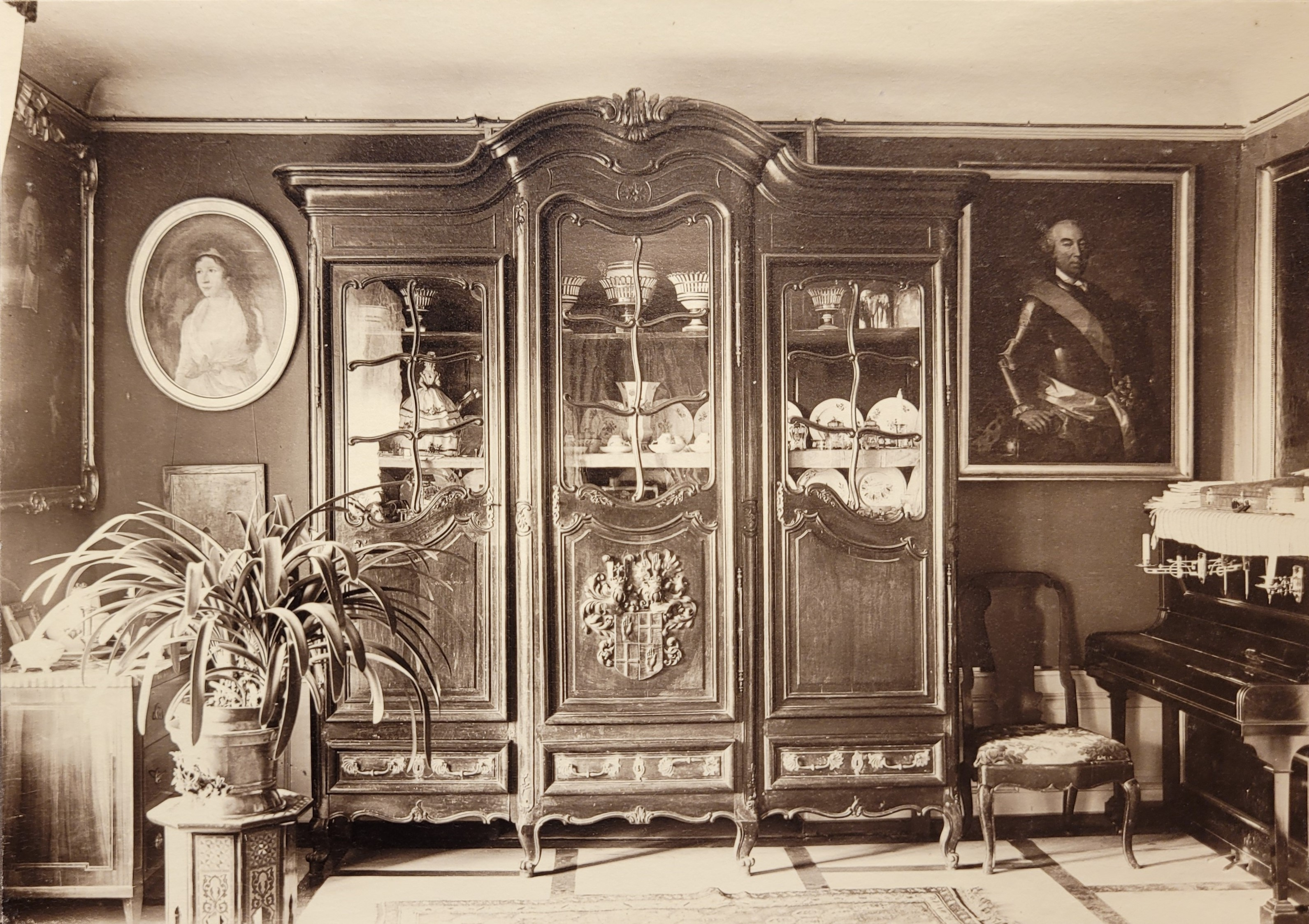
Campagne Mon Repos, Interieur mit Sinner–Schrank (um 1900)

Die Campagne Mon Repos ist ein ehemaliger Landsitz in Bern.
Sigmund Albrecht Steiger (1722–1794) liess die Campagne um 1774 nahe der Campagne Hölziger Ofen erbauen und verkaufte sie 1779 an Robert Scipio von Lentulus. Nach dessen Tod kaufte Bernhard von Graffenried (von Vallamand) die Besitzung, und aus seiner Konkursmasse erwarb sie Ludwig Jakob Güder (1773–1850). Von Güder ging die Campagne an Katharina Wurstemberger  geb. Schmalz, die sie ihrem Schwiegersohn Friedrich Ludwig Sinner (1773–1847), Enkel des Schultheissen Friedrich Sinner, verkaufte. Seine Nachkommen besassen Mon Repos bis zum Abriss im Jahr 1955, der letzte Besitzer war Rudolf von Sinner.
Teile der reichen Innenausstattung befinden sich heute noch in Privatbesitz, im Schloss Jegenstorf und im Besitz der Gesellschaft zu Mittellöwen. Der sogenannte Sinner–Schrank Louis XV aus der Campagne, mit später applizierter Wappenkartusche, gelangte 1993 geschenkweise in den Besitz der Gesellschaft zu Mittellöwen. Der Schrank dürfte in Lothringen oder Luxemburg hergestellt worden sein.
Der Monreposweg erinnert heute an das abgegangene Bauwerk.